# Cabo Nordkinn
O Cabo Nordkinn (em norueguês:  Kinnarodden) em 71° 8' 2" N 27° 39' E é o ponto mais a norte na Europa continental. Localiza-se no extremo da península de Nordkinn, a cerca de 20 km de Mehamn no condado de Finnmark.
Situa-se um pouco a sul do Cabo Norte e do Knivskjellodden, este último o ponto mais setentrional da Europa, na ilha de Magerøya. O cabo Nordkinn está a 2106,6 km do Polo Norte, 6 km a sul do Cabo Norte, e 7,5 km a sul do Knivskjellodden.
Em contraste com o Cabo Norte, que dispõe de uma extensa infraestrutura de apoio aos turistas, o Cabo Nordkinn é um local isolado e solitário, que só se pode visitar se se lhe dedicar um dia inteiro de caminhada a partir de Mehamn (23 km de distância) e outro dia para o regresso. Também pode ser atingido por mar. O turismo do município de Gamvik dá informação sobre o acesso por mar.